# Hydractinia laevispina
Hydractinia laevispina är en nässeldjursart som beskrevs av John Fraser 1911. Hydractinia laevispina ingår i släktet Hydractinia och familjen Hydractiniidae. Inga underarter finns listade i Catalogue of Life.